# Iveland
Iveland è un comune norvegese della contea di Agder.